# Zwierzomorkowce
Zwierzomorkowce (Zoopagales Bessey ex R.K. Benj.) – rząd grzybów należący do typu Zoopagomycota.

## Charakterystyka
Pasożyty wewnętrzne lub zewnętrzne grzybów i drobnych zwierząt. Plecha prosta lub w postaci rozgałęzionej grzybni. Ektopasożyty wytwarzają ssawki wnikające do ciała żywiciela. Młode strzępki zwykle są wielojądrzaste, czasem dojrzewając tworzą porowate przegrody. Rozmnażanie bezpłciowe przez zarodniki zebrane w zarodniach różnego typu (sporangiolach, merosporangiach) lub przez chlamydospory bądź artrospory (np. u Helicocephalum). Rozmnażanie płciowe z wytwarzaniem zygospor na końcach strzępek płciowych podobnych do strzępek wegetatywnych lub nieco od nich większych. Ze względu na sposób zdobywania pokarmu określane niekiedy jako mięsożerne grzyby nicieniobójcze żyjące w glebie. Wytwarzają na swoich strzępkach trójkomórkowe pierścienie zaciskające się wokół nicieni, które dostały się w ich obręb. Do ciała unieruchomionej ofiary wnikają strzępki trawiące materiał organiczny.

## Systematyka
Pozycja w klasyfikacji według Index Fungorum: Zoopagomycotina, Zoopagomycota, Fungi.
Rząd Zoopagales jest zaliczany według Dictionary of the Fungi do typu Zoopagomycota i należą do niego:
- rodzina Cochlonemataceae Dudd. 1974
- rodzina Helicocephalidaceae Boedijn 1959
- rodzina Piptocephalidaceae J. Schröt. 1886
- rodzina Sigmoideomycetaceae Benny, R.K. Benj. & P.M. Kirk 1992
- rodzina Zoopagaceae Drechsler 1938
- rodzina Incertae sedis
  - rodzaj Basidiolum Cienk. 1861
  - rodzaj Massartia De Wild. 1897[2]